# Indianos
Indianos são os cidadãos da Índia, a nação mais populosa do mundo, contendo 17,50% da população mundial. Na Índia, o termo "indiano" refere-se à nacionalidade e não a uma etnia ou idioma específico; a nacionalidade indiana é composta por dezenas de grupos etnolinguísticos regionais, refletindo a rica e complexa história da região.
Devido à emigração, a diáspora indiana está presente em todo o mundo, principalmente em outras partes da Ásia, América do Norte, Europa, Caribe, Oceania e África. O demônimo "indiano" se aplica aos nacionais da atual República da Índia, mas também a pessoas que residem fora da Índia, que são chamados de "indianos ultramarinos"; antes da divisão da Índia em 1947, o demônimo se aplicava a todos os cidadãos que residiam em toda a Índia britânica (incluindo o que hoje é o Paquistão e Bangladesh).